# Hoy es un buen día
«Hoy es un buen día» es el primer disco de El Pacto donde lanzan 12 temas nuevos.
El primer sencillo que se extrajo fue Volver a empezar, del que se grabó un videoclip promocional

## Lista de canciones
| N.º | Título                  | Escritor(es)             | Duración |  |
| 1.  | «La Reina de los Mares» | Música y letra: El Pacto | 3:23     |  |
| 2.  | «Volver a empezar»      | Música y letra: El Pacto | 2:45     |  |
| 3.  | «Hoy Es un Buen Día»    | Música y letra: El Pacto | 3:48     |  |
| 4.  | «Puede Que Sí»          | Música y letra: El Pacto | 3:27     |  |
| 5.  | «Déjame Soñar»          | Música y letra: El Pacto | 3:16     |  |
| 6.  | «27 Horas y 5 Besos»    | Música y letra: El Pacto | 3:39     |  |
| 7.  | «Mentiras»              | Música y letra: El Pacto | 3:48     |  |
| 8.  | «Cuatro Vidas»          | Música y letra: El Pacto | 2:57     |  |
| 9.  | «El Cielo»              | Música y letra: El Pacto | 3:28     |  |
| 10. | «Me Da Igual»           | Música y letra: El Pacto | 3:11     |  |
| 11. | «Tú y Yo»               | Música y letra: El Pacto | 3:20     |  |
| 12. | «Miedos»                | Música y letra: El Pacto | 4:28     |  |

## Videoclips
- Videoclip del primer single Volver a empezar
- Videoclip del segundo single La Reina de los Mares